# Chezal-Benoît
Chezal-Benoît – miejscowość i gmina we Francji, w Regionie Centralnym, w departamencie Cher.
Według danych na rok 1990 gminę zamieszkiwały 1212 osoby, a gęstość zaludnienia wynosiła 26 osób/km² (wśród 1842 gmin Regionu Centralnego Chezal-Benoît plasuje się na 324. miejscu pod względem liczby ludności, natomiast pod względem powierzchni na miejscu 114.).